# Bayerjevo poimenovanje
Bayerjevo poimenovanje je zvezdno poimenovanje, kjer je vsaka posamezna zvezda določena samo z eno grško ali latinično črko, ki ji sledi latinsko ime pripadajočega ozvezdja v rodilniku. Originalni seznam zvezd z Bayerjevim poimenovanjem vsebuje 1 564 zvezd. Svetlejše zvezde so bile prvič sistematično poimenovane s strani nemškega astronoma Johanna Bayerja leta 1603, v njegovem atlasu Uranometria. Bayer je katalogiziral le nekaj zvezd, ki so bile preveč južno za opazovanje iz Nemčije, a so jih na koncu poimenovali kasnejši astronomi, kot sta Lacaille in Gould.

## Shema
Bayer je vsaki zvezdi, ki jo je katalogiziral, dodelil malo grško črko (alfa (α), beta (β), gama (γ), itd.) ali latinično črko (A, b, c, itd.) in latinsko ime pripadajočega ozvezdja v rodilniku. Ime ozvezdja se pogosto krajše piše v tričrkovni IAU obliki. Na primer, Aldebaran v ozvezdju Bika ima originalno oznako α Tauri (krajše α Tau), kar Slovenci pišemo kot Alfa Bika.
Bayer je uporabljal grške črke za svetlejše zvezde, a grška abeceda ima le 24 črk, posamezno ozvezdje pa lahko vsebuje tudi 50 ali več zvezd, vidnih s prostim očesom. Ko je grških črk zmanjkalo, je Bayer nadaljeval z uporabo latiničnih črk: veliki A, mali b, mali c, pa vse do z (brez j in v). S tem je pridobil še novih 24 črk.
Bayer ni označeval zvezd z velikimi črkami (razen A, kar je storil zato, da se a ne bi zamešal z α). Kakorkoli, nekaj zvezd na južni nebesni polobli ima poimenovanja z velikimi črkami, na primer B Kentavra in G Škorpijona. Te črke so dodali kasnejši astronomi, kot na primer Lacaille v Coelum Australe Stelliferum in Gould v njegovi Uranometria Argentina. Lacaille je sledil Bayerjevi uporabi malih grških črk, a črk je bilo kljub malim latiničnim črkam premalo. Zato je najprej označeval z malim a, če pa je potreboval več črk, pa je začel z uporabo velikih črk, najprej A, potem B, itd. Lacaille je uporabil latinično abecedo trikrat zaporedoma v zastarelem ozvezdju Ladja Argo, ki se je kasneje razdelila na tri kose, Gredelj, Krma in Jadro. Še vedno pa je bilo preveč zvezd, zato je uporabil tudi velike latinične črke, kot N Jadra in Q Krme. Lacaille je tudi dodal črke med R in Z v več ozvezdij, a so bile kasneje nekatere spuščene za poimenovanje spremenljivk, nekatere pa so se kasneje celo same izkazale za spremenljivke.

## Razporeditev po magnitudah
V večini ozvezdij je Bayer dal grške in latinične črke zvezdam po naraščajoči magnitudi, od najsvetlejše do najtemnejše. Ker je večina najsvetlejših zvezd poimenovanih z imenom Alfa (α), veliko ljudi verjame, da so Bayerjeve zvezde razporejene samo po svetlosti. A v Bayerjevih časih se magnitude ni dalo zelo natančno izmeriti. Zvezde so bile zato razporejene v 6. svetlostnih razredov (svetlejše zvezde -> prva magnituda, temnejše zvezde -> šesta magnituda). Bayer je vse zvezde v enem razredu obravnaval kot vse skupaj, tako so bile prve črke grške abecede dodeljene prvo-magnitudnim zvezdam, druge drugo-magnitudnam, itd.) V enem magnitudnem razredu ni delal nobenih razlik med pripadajočimi zvezdami. Rezultat tega je, da najsvetlejša zvezda ozvezdja ni vedno prva na Bayerjevem seznamu. Čeprav izgleda to kot težko razumljivo, je izvrsten primer Oriona napisan spodaj.
Da bo še težje, Bayer ni vedno sledil magnitudam, saj je včasih ime Alfa dal zvezdi samo zaradi lokacije, zgodovinskih razlogov ali vrstnega reda vzhoda. Razpored zato izgleda malo nelogičen.
Od 88 modernih ozvezdij Alfa ni najsvetlejša zvezda v 30, 4 od njih pa sploh nimajo zvezde Alfe. Ozvezdja brez zvezde Alfe vključujejo tudi med drugim Jadro in Krmo - obe sta včasih tvorili ozvezdje Ladje Argo, kjer je bila le ena glavna zvezda Alfa v današnjem ozvezdju Gredlja, kjer je tudi ostala. α Arg je Kanopus in leži v ozvezdju Gredlja.

## Primer Oriona
Orion je zelo dober primer za ponazoritev Bayerjeve metode. Bayer je najprej poimenoval Betelgezo in Rigla, edini zvezdi 1. magnitude (zvezdi z magnitudo 1,5 ali manj) kot Alfo in Beto od severa proti jugu, kjer je Betelgeza (rama) pred Riglom (stopalo), čeprav je Rigel svetlejši. (Betelgeza je zvezda spremenljivka in le včasih preseže sij Rigla.) Bayer je kasneje ponovil postopek za zvezde 2. magnitude, kjer je določil zvezde od Game pa vse do Zete od severa proti jugu. Oddaljene črke, kot latinični p so bile uporabljene za zvezde 6. magnitude.
| Bayerjevo poimenovanje | Bayerjev razred | Navidezna magnituda | Ime                |
| ---------------------- | --------------- | ------------------- | ------------------ |
| α Oriona               | Prvi            | 0,45                | Betelgeza          |
| β Oriona               | Prvi            | 0,18                | Rigel              |
| γ Oriona               | Drugi           | 1,64                | Belatriks          |
| δ Oriona               | Drugi           | 2,23                | Mintaka            |
| ε Oriona               | Drugi           | 1,69                | Alnilam            |
| ζ Oriona               | Drugi           | 1,70                | Alnitak            |
| η Oriona               | Tretji          | 3,42                |                    |
| θ Oriona               | Tretji          |                     | (Orionova meglica) |
| ι Oriona               | Tretji          | 2,77                |                    |
| κ Oriona               | Tretji          | 2,07                | Saiph              |